# Mostra de Venise 2020
La Mostra de Venise 2020 — ou la 77e édition de la Mostra de Venise ou encore la 77e édition du Festival international du film de Venise (en italien : 77ª edizione della Mostra internazionale d'arte cinematografica) — est un festival de cinéma international qui s'est tenu à Venise en Italie du 2 septembre au 12 septembre 2020.

## Déroulements et faits marquants
Le 16 janvier 2020 les organisateurs de la Mostra de Venise annoncent que la comédienne Cate Blanchett présidera le jury. Elle avait déjà occupé ce poste au Festival de Cannes 2018 et a été lauréate de la Coupe Volpi de la meilleure interprétation féminine pour son rôle dans I'm Not There de Todd Haynes en 2007.
C'est l'actrice Anna Foglietta qui sera la maîtresse des cérémonies d'ouverture et de clôture.
Le 20 juillet 2020, il est annoncé que l'actrice britannique Tilda Swinton et la réalisatrice hong-kongaise Ann Hui recevront chacune un Lion d'or d'honneur pour l'ensemble de leurs carrières respectives.
Le 24 juillet 2020, le film d'ouverture est dévoilé : il s'agit du film italien Lacci de Daniele Luchetti. C'est la première fois depuis onze ans, qu'un film italien fait l'ouverture de la Mostra depuis Baarìa de Giuseppe Tornatore en 2009.
Le 27 août 2020, il est révélé que l'acteur américain Matt Dillon remplace le réalisateur roumain Cristi Puiu au sein du jury international[réf. souhaitée].
Le 12 septembre 2020, le palmarès est dévoilé : le Lion d'or est décerné à Nomadland de Chloé Zhao, le Grand Prix du Jury à Nuevo Orden de Michel Franco et le Lion d'argent du meilleur réalisateur à Kiyoshi Kurosawa pour Les Amants sacrifiés.

## Jurys

### Jury international

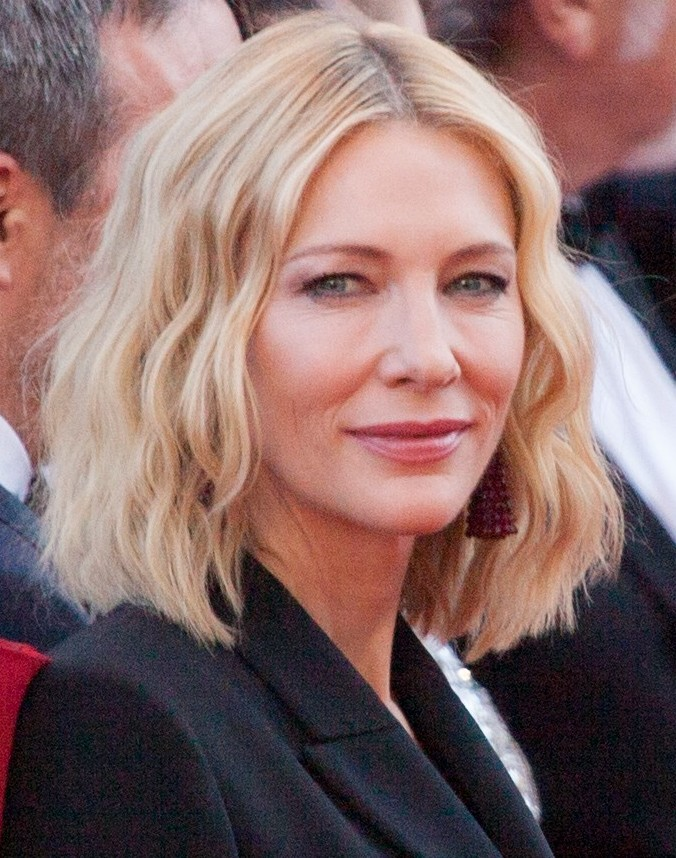
Cate Blanchett, présidente du jury de la 77e Mostra de Venise.

- Cate Blanchett (présidente du jury) : actrice et productrice  Australie
- Matt Dillon : acteur  États-Unis
- Veronika Franz : réalisatrice, scénariste et journaliste  Autriche
- Joanna Hogg : réalisatrice et scénariste  Royaume-Uni
- Nicola Lagioia : écrivain  Italie
- Christian Petzold : réalisateur et scénariste  Allemagne
- Ludivine Sagnier : actrice  France

### Orizzonti
- Claire Denis (présidente du jury) : réalisatrice et scénariste  France
- Oscar Alegria : réalisateur et scénariste  Espagne
- Francesca Comencini : réalisatrice et scénariste  Italie
- Katriel Schory : producteur  Israël
- Christine Vachon : productrice  États-Unis

### Luigi De Laurentiis
- Claudio Giovannesi (président du jury) : réalisateur et scénariste  Italie
- Remi Bonhomme : directeur artistique du Festival de Marrakech
- Dora Bouchoucha : productrice  Tunisie

### Venice Virtual Reality
- Céline Tricart :  experte en 3D  États-Unis
- Asif Kapadia : réalisateur  Royaume-Uni
- Hideo Kojima : créateur de jeux vidéos  Japon

## Sélections

### In concorso
Films présentés en compétition.
| Titre                                                  | Réalisation          | Pays               | Distribution |
| ------------------------------------------------------ | -------------------- | ------------------ | --- |
| Les Amants sacrifiés (スパイの妻, Supai no tsuma)      | Kiyoshi Kurosawa     | Japon              | Yû Aoi, Issei Takahashi, Masahiro Higashide, Hyunri, Yuri Tsunematsu, Ryûta Bandô, Chuck Johnson                              |
| Et demain, le monde entier (Und morgen die ganze Welt) | Julia von Heinz      | Allemagne          | Mala Emde, Noah Saavedra, Tonio Schneider, Andreas Lust                                                                       |
| The Disciple                                           | Chaitanya Tamhane    | Inde               | Aditya Modak, Arun Dravid, Sumitra Bhave                                                                                      |
| Chers Camarades ! (Дорогие товарищи)                   | Andreï Kontchalovski | Russie             | Ioulia Vyssotskaïa |
| In Between Dying (Sepelenmis ölümler arasinda)         | Hilal Baydarov       | Azerbaïdjan        | Orkhan Iskandarli, Rana Asgarova, Huseyn Nasirov, Samir Abbasov, Kamran Huseynov                                              |
| Laila in Haifa                                         | Amos Gitaï           | Israël             | Maria Zreik, Hisham Suliman, Andrzej Seweryn                                                                                  |
| Amants                                                 | Nicole Garcia        | France             | Stacy Martin, Pierre Niney, Benoît Magimel, Mohamed Makhtoumi, Roxane Duran                                                   |
| Miss Marx                                              | Susanna Nicchiarelli | Italie             | Romola Garai, Patrick Kennedy, Felicity Montagu, Oliver Chris, Emma Cunnife, Karina Fernandez                                 |
| Le Masseur (Śniegu już nigdy nie będzie)               | Małgorzata Szumowska | Pologne            | Alec Utgoff, Weronika Rosati, Agata Kulesza, Katarzyna Figura, Maja Ostaszewska                                               |
| Nomadland                                              | Chloé Zhao           | États-Unis         | Frances McDormand, David Strathairn                                                                                           |
| Notturno                                               | Gianfranco Rosi      | Italie             | Film documentaire |
| Nuevo orden                                            | Michel Franco        | Mexique            | Diego Boneta, Dario Yazbek Bernal, Mónica Del Carmen, Naian González Norvind, Javier Sepulveda                                |
| Padrenostro                                            | Claudio Noce         | Italie             | Pierfrancesco Favino, Barbara Ronchi, Mattia Garaci, Francesco Gheghi, Anna Maria De Luca                                     |
| Pieces of a Woman                                      | Kornél Mundruczó     | Canada             | Vanessa Kirby, Shia LaBeouf, Molly Parker, Ellen Burstyn, Iliza Shlesinger, Sarah Snook, Benny Safdie                         |
| Quo vadis, Aida ?                                      | Jasmila Žbanić       | Bosnie-Herzégovine | Boris Isakovic, Emir Hadzihafizbegovic, Ermin Sijamija, Joes Brauers                                                          |
| Le sorelle Macaluso                                    | Emma Dante           | Italie             | Alissa Maria Orlando, Susanna Piraino, Anita Pomario, Eleonora De Luca, Viola Pusatieri, Donatella Finocchiaro, Serena Barone |
| Les Enfants du soleil (خورشید)                         | Majid Majidi         | Iran               | Ali Nassirian, Javad Ezati, Tannaz Tabatabaei                                                                                 |
| The World to Come                                      | Mona Fastvold        | États-Unis         | Vanessa Kirby, Katherine Waterston, Casey Affleck, Christopher Abbott                                                         |

### Fuori concorso
Films présentés hors compétition.

#### Films de fiction
| Titre                                                  | Réalisation      | Pays         |
| ------------------------------------------------------ | ---------------- | ------------ |
| Les Liens qui nous unissent (Lacci) (film d'ouverture) | Daniele Luchetti | Italie       |
| Mandibules                                             | Quentin Dupieux  | France       |
| Love After Love (Di yi lu xiang)                       | Ann Hui          | Chine        |
| Assandira                                              | Salvatore Mereu  | Italie       |
| The Duke                                               | Roger Michell    | Royaume-Uni  |
| Lasciami andare                                        | Stefano Mordini  | Italie       |
| Night in Paradise (Nak won eul bam)                    | Park Hoon-jeong  | Corée du Sud |
| Mosquito State                                         | Filip Jan Rymsza | Pologne      |

#### Documentaires
| Titre                           | Réalisation                 | Pays        |
| ------------------------------- | --------------------------- | ----------- |
| Sportin' Life                   | Abel Ferrara                | Italie      |
| Crazy Not Insane                | Alex Gibney                 | États-Unis  |
| Greta                           | Nathan Grossman             | Suède       |
| Salvatore - Shoemaker of Dreams | Luca Guadagnino             | Italie      |
| Final Account                   | Luke Holland                | Royaume-Uni |
| La Verità su la Dolce Vita      | Giuseppe Pedersoli          | Italie      |
| Molecole                        | Andrea Segre                | Italie      |
| Narciso em Férias               | Renato Terra, Ricardo Calil | Brésil      |
| Paolo Conte - Via con Me        | Giorgio Verdelli            | Italie      |
| Hopper / Welles                 | Orson Welles                | États-Unis  |
| City Hall                       | Frederick Wiseman           | États-Unis  |

#### Séances spéciales
| Titre                  | Réalisation        | Pays    |
| ---------------------- | ------------------ | ------- |
| 30 Monedas - Episode 1 | Álex de la Iglesia | Espagne |
| Princesse Europe       | Camille Lotteau    | France  |
| Omelia contadina       | Alice Rohrwacher   | Italie  |

### Orizzonti
| Titre                                | Réalisation                       | Pays                        |
| ------------------------------------ | --------------------------------- | --------------------------- |
| Apples                               | Chrístos Níkou                    | Grèce                       |
| The Best is Yet to Come              | Wang Jing                         | Chine                       |
| Careless Crime (Jenayat-e bi deghat) | Shahram Mokri                     | Iran                        |
| The Furnace                          | Roderick Mackay                   | Australie                   |
| Gaza mon amour                       | Tarzan Nasser et Arab Nasser      | Palestine                   |
| Genus Pan (Lahi, Hayop)              | Lav Diaz                          | Philippines                 |
| Guerra e pace                        | Massimo D'Anolfi, Martina Parenti | Italie Suisse               |
| Listen                               | Ana Rocha de Sousa                | Royaume-Uni Portugal        |
| Mainstream                           | Gia Coppola                       | États-Unis                  |
| L'Homme qui a vendu sa peau          | Kaouther Ben Hania                | Tunisie France              |
| Milestone                            | Ivan Ayr                          | Inde                        |
| Nowhere Special                      | Uberto Pasolini                   | Royaume-Uni Italie Roumanie |
| La Nuit des rois                     | Philippe Lacôte                   | Côte d'Ivoire France        |
| I predatori                          | Pietro Castellitto                | Italie                      |
| Selva trágica                        | Yulene Olaizola                   | Mexique France Colombie     |
| La Troisième Guerre                  | Giovanni Aloi                     | France                      |
| The Wasteland                        | Ahmad Bahrami                     | Iran                        |
| Yellow Cat                           | Adilkhan Yerzhanov                | Kazakhstan                  |
| Zanka Contact                        | Ismaël El Iraki                   | Maroc France Belgique       |

### Venezia Classici
| Titre                                         | Réalisation            | Pays             |
| --------------------------------------------- | ---------------------- | ---------------- |
| Le Cercle rouge                               | Jean-Pierre Melville   | France           |
| Claudine                                      | John Berry             | États-Unis       |
| Les Affranchis (Goodfellas)                   | Martin Scorsese        | États-Unis       |
| La Dernière Cène (La última cena)             | Tomás Gutiérrez Alea   | Cuba             |
| Arrière-saison (Utószezon)                    | Zoltán Fábri           | Hongrie          |
| L'Homme au pousse-pousse                      | Hiroshi Inagaki        | Japon            |
| Séduite et Abandonnée (Sedotta e abbandonata) | Pietro Germi           | Italie           |
| Serpico                                       | Sidney Lumet           | États-Unis       |
| Chronique d'un amour (Cronaca di un amore)    | Michelangelo Antonioni | Italie           |
| Partition inachevée pour piano mécanique      | Nikita Mikhalkov       | Union soviétique |
| La vengeance est à moi                        | Shōhei Imamura         | Japon            |
| La Jeune Fille (Den Muso)                     | Souleymane Cissé       | Mali             |
| J'ai le droit de vivre (You Only Live Once)   | Fritz Lang             | États-Unis       |

## Sections parallèles

### Giornate degli Autori / Venice Days

#### En compétition
| Titre                                                     | Réalisation                    | Pays           |
| --------------------------------------------------------- | ------------------------------ | -------------- |
| 200 Meters                                                | Ameen Nayfeh                   | Palestine      |
| Conférence                                                | Ivan I. Tverdovsky             | Russie         |
| Cigare au miel                                            | Kamir Ainouz                   | Algérie France |
| The Whaler Boy                                            | Philipp Yuryev                 | Russie         |
| Mama                                                      | Li Dongmei                     | Chine          |
| Oasis                                                     | Ivan Ilkic                     | Serbie         |
| Preparations to Be Together for an Unknown Period of Time | Lili Horvat                    | Hongrie        |
| Residue                                                   | Merawi Gerima                  | États-Unis     |
| The Stonebreaker                                          | Gianluca et Massimiliano Serio | Italie         |
| Tengo Miedo Torero                                        | Rodrigo Sepúlveda              | Chili          |

#### Hors compétition
| Titre          | Réalisation   | Pays   |
| -------------- | ------------- | ------ |
| Saint-Narcisse | Bruce LaBruce | Canada |

### Semaine internationale de la critique

#### En compétition
| Titre                                         | Réalisation                           | Pays           |
| --------------------------------------------- | ------------------------------------- | -------------- |
| 50 (o dos ballenas se encuentran en la playa) | Jorge Cuchi                           | Mexique        |
| Hayaletler                                    | Azra Deniz Okyay                      | Turquie        |
| Non odiare                                    | Mauro Mancini                         | Italie Pologne |
| Pohani dorohy                                 | Natalija Vorožbyt                     | Ukraine        |
| Shorta                                        | Anders Ølholm et Frederik Louis Hviid | Danemark       |
| Topside                                       | Celine Held et Logan George           | États-Unis     |
| Tvano nebus                                   | Marat Sargsyan                        | Lettonie       |

#### Hors compétition
| Titre              | Réalisation           | Pays                        |
| ------------------ | --------------------- | --------------------------- |
| The Book of Vision | Carlo S. Hintermann   | Italie Royaume-Uni Belgique |
| The Rossellinis    | Alessandro Rossellini | Italie Lettonie             |

## Palmarès

### Compétition officielle
- Lion d'or : Nomadland de Chloé Zhao
- Lion d'argent - Grand Prix du Jury : Nuevo Orden de Michel Franco
- Lion d'argent du meilleur réalisateur : Kiyoshi Kurosawa pour Les Amants sacrifiés (スパイの妻, Supai no tsuma?)
- Coupe Volpi de la meilleure interprétation féminine : Vanessa Kirby pour son rôle dans Pieces of a Woman
- Coupe Volpi de la meilleure interprétation masculine : Pierfrancesco Favino pour son rôle dans Padrenostro
- Prix du meilleur scénario : Chaitanya Tamhane pour The Disciple
- Prix Marcello Mastroianni du meilleur espoir : Rouhollah Zamani pour son rôle dans Sun Children
- Prix spécial du jury : Chers Camarades ! de Andreï Kontchalovski

### Section Orizzonti
- Prix du meilleur film : The Wasteland de Ahmad Bahrami
- Prix du meilleur réalisateur : Lav Diaz pour Genus Pan (Lahi, Hayop)
- Prix spécial du jury : Listen de Ana Rocha de Sousa
- Prix de la meilleure actrice : Khansa Batma pour son rôle dans Zanka Contact
- Prix du meilleur acteur : Yahya Mahayni pour son rôle dans L'Homme qui a vendu sa peau
- Prix du meilleur scénario : Pietro Castellitto pour I predatori
- Prix du meilleur court-métrage : Entre tú y milagros de Mariana Saffon

### Autres prix
- Prix Luigi De Laurentiis : Listen de Ana Rocha de Sousa

### Prix spéciaux
| Prix                       | Attribué à    | Pays        |
| -------------------------- | ------------- | ----------- |
| Lion d'or pour la carrière | Ann Hui       | Hong Kong   |
| Lion d'or pour la carrière | Tilda Swinton | Royaume-Uni |